# Synothele lowei
Synothele lowei là một loài nhện trong họ Barychelidae. Loài này phân bố ờ Tây Úc.